# Pietro Figlioli
Pietro Figlioli (né le 29 mai 1984 à Rio de Janeiro) est un joueur de water-polo australien naturalisé italien.

## Biographie
Pietro Figlioli est le fils de José Fiolo, un nageur brésilien, qui s'est installé en Australie en 1988 alors que son fils avait trois ans. 
Il a participé aux Jeux olympiques d'Athènes en 2004 et de Pékin en 2008 avec l'équipe australienne. Il est champion du monde avec l'équipe italienne en 2011 dont il fera partie lors des Jeux olympiques à Londres.
Il fait partie de l'équipe nationale italienne lors des Championnats du monde de natation 2015 à Kazan.